# Serie C 1952/1953
Soutěžní ročník Serie C 1952/1953 byl 15. ročník třetí nejvyšší italské fotbalové ligy. Konal se od 14. září 1952 do 31. května 1953. Soutěž se odehrála již nově s 18 kluby v jediné skupině. Vítězem se stala Pavia.

## Události
Historická reforma FIGC vedla k tomu, že se hrálo nově s 18 kluby v jedné skupině. Do Serie B měl postoupit vítěz i tým který skončil na 2. místě. Naopak do 4. ligy mělo sestoupit čtyři kluby.
Vítězství slavila Pavia, která měla o dva body více než druhá Alessandria. Sestup do nižší ligy se týkalo klubů: Molfetta, Vigevano, Stabia a také Reggiana, která obdržela trest 20 bodů za korupci.

## Tabulka
| Poř. | Tým                 | Z  | V  | R  | P  | VG | OG | B  |
| ---- | ------------------- | -- | -- | -- | -- | -- | -- | -- |
| 1.   | Pavia               | 34 | 22 | 4  | 8  | 55 | 29 | 48 |
| 2.   | Alessandria         | 34 | 17 | 12 | 5  | 54 | 31 | 46 |
| 3.   | Arsenaltaranto      | 34 | 16 | 10 | 8  | 44 | 34 | 42 |
| 4.   | Sanremese           | 34 | 17 | 3  | 14 | 54 | 40 | 37 |
| 5.   | Empoli              | 34 | 13 | 11 | 10 | 49 | 37 | 37 |
| 6.   | Parma               | 34 | 14 | 8  | 12 | 47 | 31 | 36 |
| 7.   | Livorno             | 34 | 12 | 11 | 11 | 30 | 33 | 35 |
| 8.   | Pisa                | 34 | 12 | 9  | 13 | 38 | 45 | 33 |
| 9.   | Benátky             | 34 | 13 | 7  | 14 | 30 | 43 | 33 |
| 10.  | Piacenza            | 34 | 11 | 10 | 13 | 49 | 44 | 32 |
| 11.  | Toma Maglie         | 34 | 11 | 10 | 13 | 32 | 33 | 32 |
| 12.  | Mantova             | 34 | 13 | 6  | 15 | 36 | 45 | 32 |
| 13.  | Sambenedettese      | 34 | 11 | 9  | 14 | 36 | 45 | 31 |
| 14.  | Lecce               | 34 | 11 | 9  | 14 | 35 | 44 | 31 |
| 15.  | Molfetta            | 34 | 7  | 16 | 11 | 34 | 45 | 30 |
| 16.  | Stabia              | 34 | 7  | 10 | 17 | 34 | 58 | 24 |
| 17.  | Vigevano            | 34 | 8  | 6  | 20 | 38 | 67 | 22 |
| 18.  | Reggiana (-20 bodů) | 34 | 9  | 13 | 12 | 46 | 37 | 11 |

Poznámky
- Z = Odehrané zápasy; V = Vítězství; R = Remízy; P = Prohry; VG = Vstřelené góly; OG = Obdržené góly; B = Body
- za výhru 2 body, za remízu 1 bod, za prohru 0 bodů.
- při rovnosti bodů rozhodoval rozdíl mezi vstřelených a obdržených branek.

|  | Postup do Serie B  |
|  | Sestup do IV Serie |